# Robsonomyia reducta
Robsonomyia reducta är en tvåvingeart som beskrevs av Loïc Matile och John Richard Vockeroth 1980. Robsonomyia reducta ingår i släktet Robsonomyia och familjen platthornsmyggor. Inga underarter finns listade i Catalogue of Life.